# Circuit Gilles Villeneuve

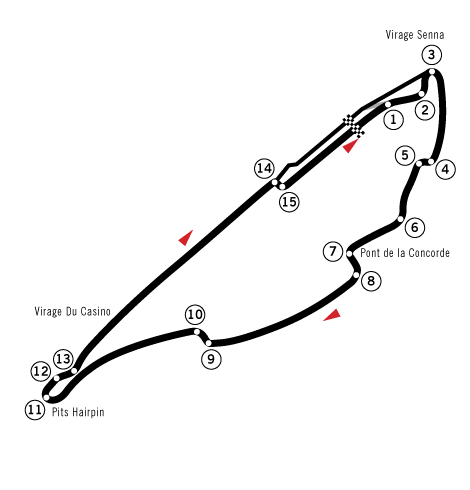
Recorregut del circuit

El Circuit Gilles Villeneuve és un circuit automobilístic construït a l'Île Notre-Dame, una illa situada al riu Sant Llorenç i que forma part de Mont-real, a la província francòfona de Quebec (Canadà). Aquest circuit no és permanent, amb el que la gran zona verda que és l'illa només es veu transformada uns pocs dies a l'any.

## Història
El circuit deu el seu nom al pilot canadenc Gilles Villeneuve que va morir tràgicament en un accident amb el seu monoplaça de Fórmula 1 al Gran Premi de Bèlgica de 1982. Gilles era el pare de Jacques Villeneuve que va ser campió de la Temporada 1997 de Fórmula 1.

## Traçat
En el gran premi es fan un total de setanta voltes al circuit, que amb una extensió de 4.361 m de pista dona com a resultat un total de 305,270 km que recorren els monoplaces en finalitzar el GP.

## Guanyadors del GP del Canadà disputats en aquest circuit
Només els GP disputats al Circuit Gilles Villeneuve, per altres GP veure Gran Premi del Canadà.
| Any  | Pilot                   | Equip              | Circuit                   | Resultats |
| ---- | ----------------------- | ------------------ | ------------------------- | --------- |
| 2014 | Daniel Ricciardo        | Red Bull Racing    | Circuit Gilles Villeneuve | Resultats |
| 2013 | Sebastian Vettel        | Red Bull Racing    | Circuit Gilles Villeneuve | Resultats |
| 2012 | Lewis Hamilton          | McLaren - Mercedes | Circuit Gilles Villeneuve | Resultats |
| 2011 | Jenson Button           | McLaren - Mercedes | Circuit Gilles Villeneuve | Resultats |
| 2010 | Lewis Hamilton          | McLaren - Mercedes | Circuit Gilles Villeneuve | Resultats |
| 2009 | NO ES VA DISPUTAR EL GP |                    |                           |           |
| 2008 | Robert Kubica           | BMW - Sauber       | Circuit Gilles Villeneuve | Resultats |
| 2007 | Lewis Hamilton          | McLaren - Mercedes | Circuit Gilles Villeneuve | Resultats |
| 2006 | Fernando Alonso         | Renault            | Circuit Gilles Villeneuve | Resultats |
| 2005 | Kimi Räikkönen          | McLaren - Mercedes | Circuit Gilles Villeneuve | Resultats |
| 2004 | Michael Schumacher      | Ferrari            | Circuit Gilles Villeneuve | Resultats |
| 2003 | Michael Schumacher      | Ferrari            | Circuit Gilles Villeneuve | Resultats |
| 2002 | Michael Schumacher      | Ferrari            | Circuit Gilles Villeneuve | Resultats |
| 2001 | Ralf Schumacher         | Williams - BMW     | Circuit Gilles Villeneuve | Resultats |
| 2000 | Michael Schumacher      | Ferrari            | Circuit Gilles Villeneuve | Resultats |
| 1999 | Mika Häkkinen           | McLaren - Mercedes | Circuit Gilles Villeneuve | Resultats |
| 1998 | Michael Schumacher      | Ferrari            | Circuit Gilles Villeneuve | Resultats |
| 1997 | Michael Schumacher      | Ferrari            | Circuit Gilles Villeneuve | Resultats |
| 1996 | Damon Hill              | Williams - Renault | Circuit Gilles Villeneuve | Resultats |
| 1995 | Jean Alesi              | Ferrari            | Circuit Gilles Villeneuve | Resultats |
| 1994 | Michael Schumacher      | Benetton - Ford    | Circuit Gilles Villeneuve | Resultats |
| 1993 | Alain Prost             | Williams - Renault | Circuit Gilles Villeneuve | Resultats |
| 1992 | Gerhard Berger          | McLaren - Honda    | Circuit Gilles Villeneuve | Resultats |
| 1991 | Nelson Piquet           | Benetton - Ford    | Circuit Gilles Villeneuve | Resultats |
| 1990 | Ayrton Senna            | McLaren - Honda    | Circuit Gilles Villeneuve | Resultats |
| 1989 | Thierry Boutsen         | Williams - Renault | Circuit Gilles Villeneuve | Resultats |
| 1988 | Ayrton Senna            | McLaren - Honda    | Circuit Gilles Villeneuve | Resultats |
| 1986 | Nigel Mansell           | Williams - Honda   | Circuit Gilles Villeneuve | Resultats |
| 1985 | Michele Alboreto        | Ferrari            | Circuit Gilles Villeneuve | Resultats |
| 1984 | Nelson Piquet           | Brabham - BMW      | Circuit Gilles Villeneuve | Resultats |
| 1983 | René Arnoux             | Ferrari            | Circuit Gilles Villeneuve | Resultats |
| 1982 | Nelson Piquet           | Brabham - BMW      | Circuit Gilles Villeneuve | Resultats |
| 1981 | Jacques Laffite         | Ligier - Matra     | Circuit Gilles Villeneuve | Resultats |
| 1980 | Alan Jones              | Williams - Ford    | Circuit Gilles Villeneuve | Resultats |
| 1979 | Alan Jones              | Williams - Ford    | Circuit Gilles Villeneuve | Resultats |
| 1978 | Gilles Villeneuve       | Ferrari            | Circuit Gilles Villeneuve | Resultats |